# Ерік Меллевольд Бротен
Ерік Меллеволд Бротен (норв. Erik Mellevold Bråthen, нар. 16 вересня 1987, Фредрікстад) — норвезький футболіст, воротар.

## Ігрова кар'єра
У дорослому футболі дебютував 2007 року виступами за команду клубу «Фредрікстад», в якій провів три сезони, взявши участь лише у 6 матчах чемпіонату.
До складу клубу «Русенборг» приєднався на початку 2010 року, проте дуже рідко потрапляв навіть у заявку команди. Відігравши за команду з Тронгейма 3 матчі в національному чемпіонаті, після завершення сезону 2013 року отримав статус вільного агента.

## Титули і досягнення
- Чемпіон Норвегії (1):

«Русенборг»: 2010